# Kazimierz Imieliński
Kazimierz Mikołaj Imieliński (* 6. Dezember 1929 in Dąbrowa Górnicza; † 16. Juli 2010) war ein polnischer Sexualwissenschaftler. Er gilt als Pionier der Sexualwissenschaft in Polen und war Autor zahlreicher Bücher.
1949 erhielt er sein Abitur und ging an die Medizinische Akademie in Krakau (heute Teil der Jagiellonen-Universität), wo er 1954 erfolgreich sein Medizinstudium abschloss. 1963 wurde er zum Facharzt für Sexualwissenschaften ernannt, dies war das erste Mal, dass dieser Titel in Polen vergeben wurde. 1971 habilitierte Imieliński in Sexualwissenschaft. 1990 gründete er die Polnische Medizinische Akademie und wurde deren Leiter.
2004 wurde ihm der Orden Polonia Restituta verliehen. Ihm wurde 56 Mal, in 24 Staaten, der Ehrendoktortitel verliehen, 18 Mal wurde er im Ausland zum Professor ehrenhalber ernannt.

## Werke
- Geneza homo- i biseksualizmu środowiskowego, 1963, deutsche Übersetzung: Milieubedingte Entstehung der Homo- und Bisexualität. Eine Theorie der Geschlechtsorientierung, 1970 (ISBN 3-497-00632-7)
- Zboczenia płciowe, 1965, deutsche Übersetzung: Die Sexualperversionen, 1967
- Miłość i seks (Liebe und Sex), 1980, 3. Aufl. 1987 (ISBN 83-202-0484-4)
- Człowiek i seks (Mensch und Sex), 1985 (ISBN 83-202-0348-1)
- Kobieta i seks (Frau und Sex), 1989 (ISBN 83-03-02724-7)
- Drogi i bezdroża seksu (Wege und Abwege des Sex), 1990 (ISBN 83-202-0941-2)
- Medycyna seksualna (Sexualmedizin), 1992 (2 Bände, ISBN 83-85272-07-0 und ISBN 83-85272-08-9)